# Auguste Périer
Pour les articles homonymes, voir Périer.
Auguste Périer est un clarinettiste français né le 22 mars 1883 à Lunel et mort le 26 octobre 1947.

## Biographie
En 1900 il entre au Conservatoire de Paris où son professeur est Charles Turban et termine son cursus en 1904 avec un Premier Prix (Gaston Hamelin obtenant son Premier Prix le même jour). Il travaille à l’orchestre de l’Opéra-Comique et en 1919 devient professeur au Conservatoire de Paris et reste à ce poste jusqu’à la fin de sa vie. Jacques Lancelot, Guy Deplus et Henri Akoka comptent parmi ses élèves les plus célèbres.
Camille Saint-Saëns dédie l’une de ses dernières œuvres, la Sonate pour clarinette et piano, à Périer en 1921. C’est aussi à Périer que sont dédiés les morceaux de concours du Conservatoire écrites dans les années 1920―1940, dont Cantegril de Henri Büsser, Denneriana d’André Bloch, Konzertstück de Raymond Gallois-Montbrun et d’autres.
Périer possède un son clair et une grande virtuosité. Il utilise également le vibrato, ce qu’on peut entendre dans les enregistrements qu’il a réalisés dans les années 1930.
Il joue sur une clarinette de la manufacture Couesnon. L'entreprise baptise une forme spécifique de bec de son nom. Il est utilisé par les musiciens comme Henri Akoka et produit une sonorité et un timbre typique de l'école française, qui marquera Olivier Messiaen pour son œuvre Abîme des oiseaux.